# 通化钢铁集团有限责任公司第一中学
通化钢铁集团有限责任公司第一中学，简称通钢一中，是一所位于吉林省通化市二道江区的吉林省示范性普通高中。学校占地面积69064平方米，建筑面积34100平方米。

## 历史
通钢一中创办于1961年12月，初名为通化钢铁厂职工子弟中学。曾用校名包括东方红中学、红石中学和通钢中学等。1977年改为现名。
1995年1月校舍迁至现址。
2005年，通钢企业改制，学校移交通化市政府管理。